# Glyn Du

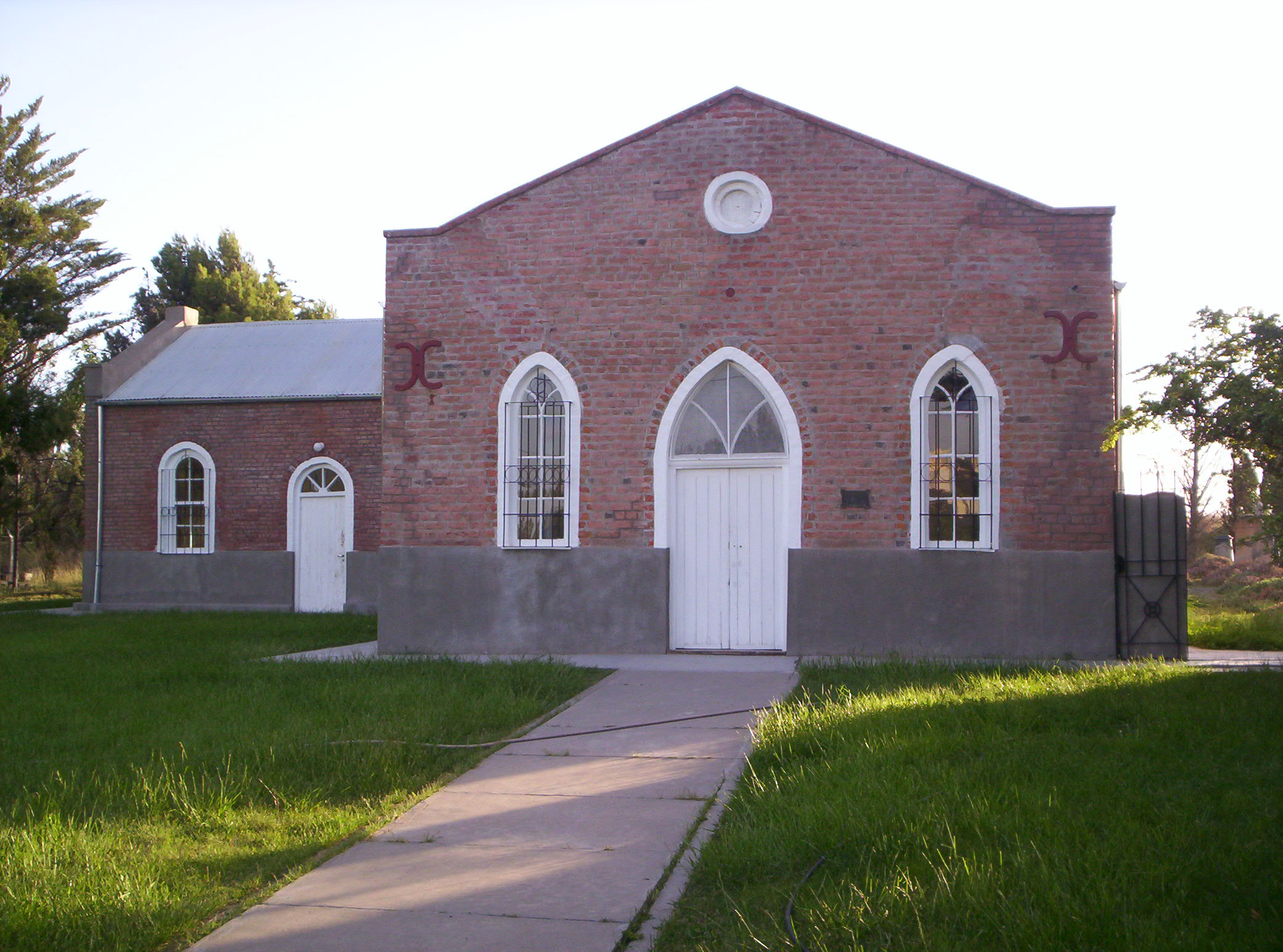
Capilla Moriah.

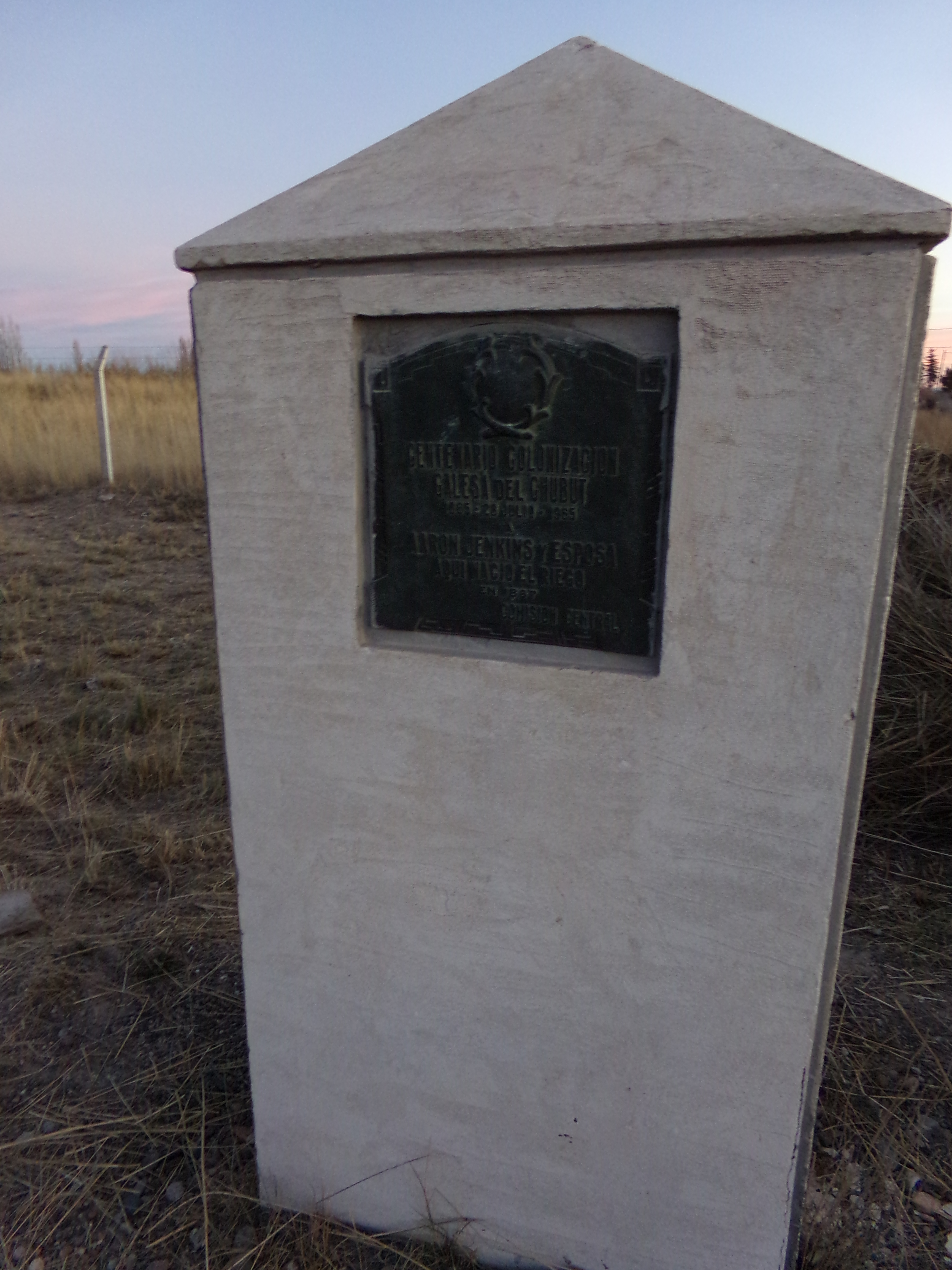
Monumento a Aaron Jenkins.

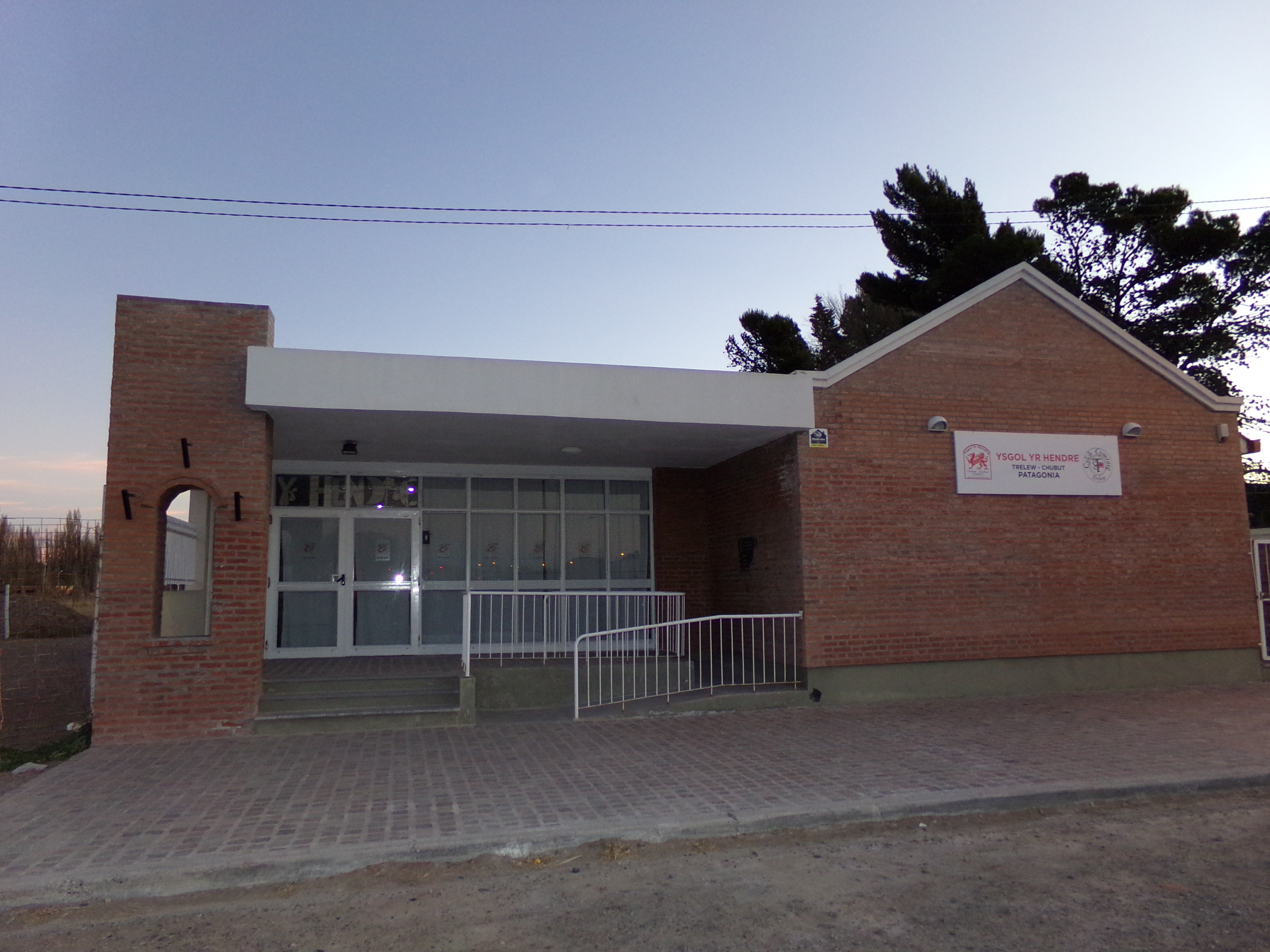
Escuela galesa, Ysgol yr Hendre.

Glyn Du (en galés: Cañada negra o Valle negro; también llamada  Moriah por la capilla homónima) es una zona rural del Valle inferior del río Chubut que comprende la zona sur del egido municipal de Trelew en la provincia del Chubut. En la zona se ubica la Capilla Moriah, la escuela bilingüe galés-español Ysgol Yr Hendre, la escuela provincial n° 3, el Shopping Portal Trelew y algunas canchas de diversos equipos deportivos de la ciudad, como Paturuzú (Rugby), Huracán (Fútbol), entre otras. Ya sobre la barda, se encuentra el Autódromo Mar y Valle.
También existe un monolito ubicado en donde fue la chacra de Aaron Jenkins y a pocos centenares de metros del primer canal de riego del valle del Chubut, haciendo referencia a dicho suceso y homenajeando a Aaron y a su esposa Rachel.
Anteriormente, la zona era completamente rural, pero debido al crecimiento de Trelew en las últimas décadas, gran parte del área conforman urbanizaciones residenciales y loteos, formando los barrios de San Benito, Los Mimbres, Los Pinos, entre otros que van aumentando.

## Mapa

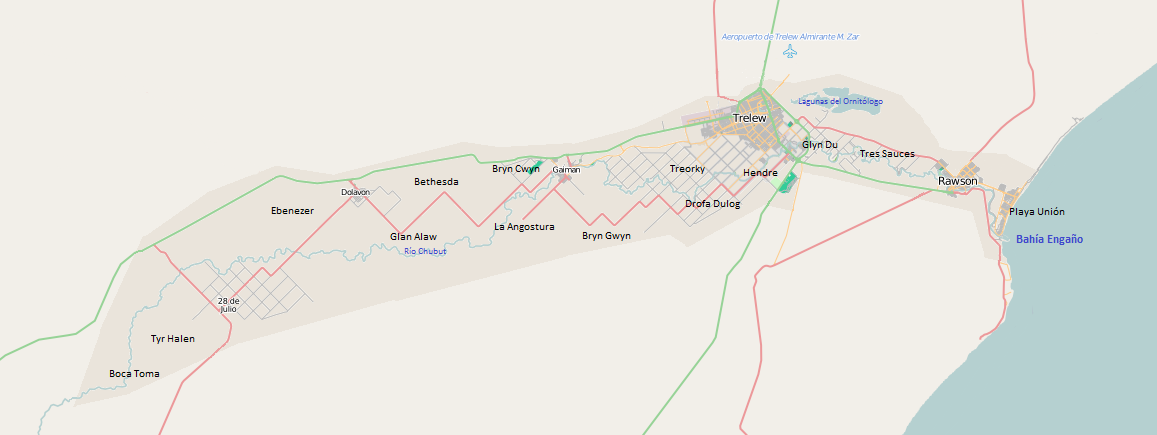
Mapa del valle con las localidades y zonas rurales